# Берлінська академія архітектури
Берлінська академія архітектури, Берлінська будівельна академія, Німецька школа архітектури (нім. Berliner Bauakademie) — німецький вищий навчальний заклад для підготовки архітекторів, дизайнерів, геодезистів та фахівців інших будівельних дисциплін. Розташований у м. Берлін. Школа архітекторів була створена за наказом короля Пруссії і спочатку носила назву Королівська Прусська школа архітектури. У 1884 році Академія архітектури втратила статус навчального закладу. Нині йдуть роботи щодо відновлення будівлі Академії архітектури за первинним проектом Карла Фрідріха Шинкеля.

## Історія
Берлінська академія архітектури була створена на базі будівельного факультету Берлінської академії мистецтв 18 березня 1799 року за наказом короля Пруссії Фрідріха Вільгельма III. Таке рішення було ухвалено через те, що підготовка архітекторів на факультеті Академії мистецтв була мало пов'язана з будівельною практикою і вимогами будівельного кодексу. Заняття в новій школі почалися 21 квітня 1799 року. Починаючи з 1801 року Академія архітектури входила в структуру Департаменту надземного будівництва, що сприяло практичній спрямованості навчання. У числі перших учнів академії був архітектор Карл Фрідріх Шинкель відомий багатьма будівлями в Берліні, в тому числі він отримав популярність за проектування будівлі Берлінської академії архітектури.

## Будинок Академії

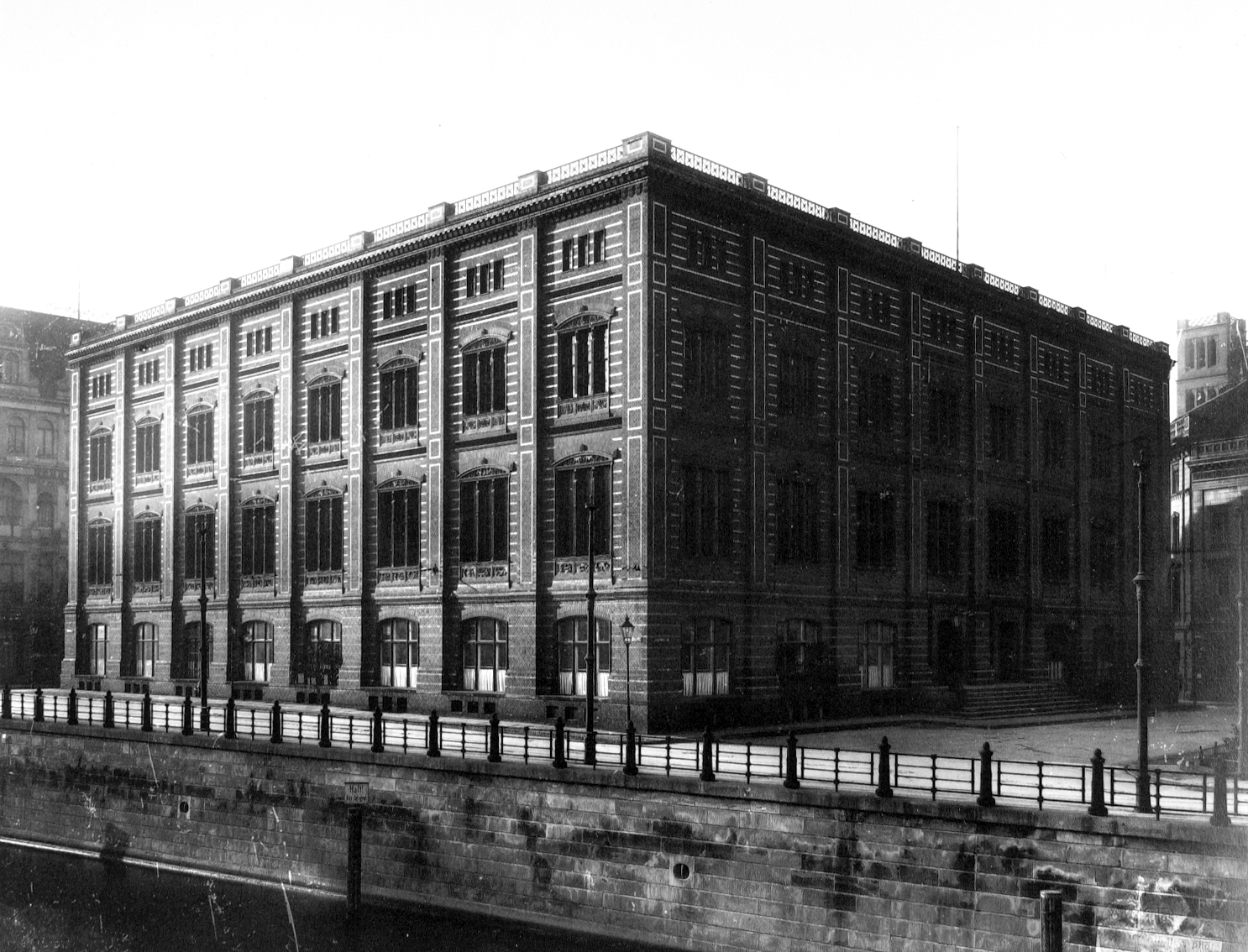
Світлина 1905 року

Відразу після відкриття в 1799 р. Королівська Прусська школа архітекторів орендувала приміщення в центрі Берліна на вулиці Унтер-ден-Лінден поруч з існуючим тоді готелем «Місто Рим». Потім починаючи з 1800 р. школа архітекторів займала 3-й і 4-й поверхи колишнього монетного двору на одній з центральних площ Берліна — Вердершер-Маркт (нім. Werderschen Markt, згодом на площі розташовувалися «Рейхсбанк», міністерство закордонних справ тощо).
Починаючи з 1806 р. школа архітектури розташована була на розі вулиць Циммер і Шарлоттенштрассе в будівлі Тільш (нім. Carl Tielsch).
Засновник Королівської Прусської школи архітекторів — король Пруссії Фрідріх Вільгельм III — також ухвалив рішення про будівництво спеціальної споруди, що відповідала би всім потребам підготовки архітекторів, і в 1831—1836 рр. було побудовано нову споруду школи за проектом Карла Фрідріха Шинкеля. Цей будинок одержав широку популярність завдяки новаторському використанню металевих конструкцій, що став постійною резиденцією Берлінської академії архітектури.

## Подальша доля споруди
У 1884 році зазначена Академія архітектури втратила статус навчального закладу. Протягом майже 50 років (1885—1933 рр.) в будівлі Академії перебував Прусський Королівський інститут фотограмметрії (нім. Königlich Preussische Messbild-Anstalt) який починаючи з 1921 р. став відомий як Державне управління фотографії (нім. Staatliche Bildstelle).
В період Веймарської республіки там також перебувала Німецька вища школа політичних наук та інші державні установи. З 1940 р. там знаходився Німецький інститут країнознавства. Під час Другої світової війни будівля сильно постраждала від бомбардувань, а в 1962 р. уряд НДР ухвалив рішення про його знесення.

## Відновлення
У даний час ведуться роботи з відновлення будівлі за первинним проектом Карла Фрідріха Шинкеля. Після відновлення історичного вигляду будівлі тут передбачається розмістити музей архітектури, а також науково-дослідний інститут фірми «Мерседес-Бенц» з розробки автомобіля майбутнього. Вартість проекту оцінюється в 51 мільйон євро.